# Bekir Yilmaz

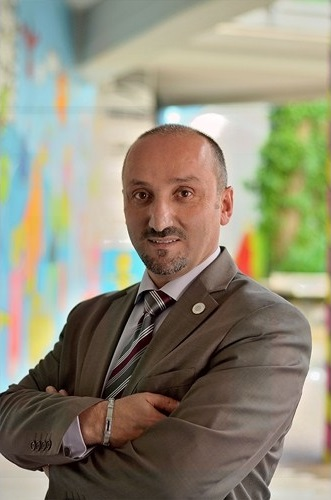
Pressefoto Bekir Yilmaz

Bekir Yilmaz (* 7. November 1966 in İkizdere, Provinz Rize, Türkei) ist ein deutsch-türkischer Unternehmer und Vereinsfunktionär in Berlin. Ab 2007 war er Vorsitzender der Türkischen Gemeinde zu Berlin (TGB) und prägte in den folgenden Jahren Debatten zur Integrations- und Türkeipolitik in der Hauptstadt.

## Leben und Ausbildung
Yilmaz wurde in Ikizdere (Provinz Rize) geboren und kam 1979 als 13-Jähriger nach Deutschland. Er absolvierte das Abitur in Berlin-Wedding und studierte anschließend Betriebswirtschaft, das er als Diplom-Kaufmann (FH) abschloss. Seine biografischen Eckdaten und beruflichen Stationen führt er auf seiner persönlichen Website auf.

## Beruf
Yilmaz war von 2001 bis 2013 Geschäftsführer der Gebäudereinigungsfirma  b.e.y.-Services GmbH Später war er als COO bei / Generosus UG]tätig. Zur Zeit seiner Wahl zum TGB-Vorsitz verfügte seine Firma über rund 70 Beschäftigte.

## Türkische Gemeinde zu Berlin
Am 10. November 2007 wurde Yilmaz zum Vorsitzenden der Türkische Gemeinde zu Berlin gewählt. Er setzte sich knapp gegen den Amtsinhaber Tacittin Yatkin durch. In seiner Antrittszeit kündigte Yilmaz eine stärkere Professionalisierung der Verbandsarbeit an, darunter den Aufbau eines professionellen Sekretariats sowie Projekte zur Unterstützung von Jugendlichen ohne Schulabschluss und zur rechtlichen Aufklärung von Berliner Türkinnen und Türken.

## Öffentliche Auftritte und Positionierungen
Im Januar 2015 trat Yilmaz bei einer Kundgebung am Brandenburger Tor anlässlich der Anschläge auf „Charlie Hebdo“ öffentlich in Erscheinung. Medien berichten, dass er dabei gemeinsam mit Spitzen der deutschen Politik, darunter Bundeskanzlerin Angela Merkel, Bundespräsident Joachim Gauck und SPD-Chef Sigmar Gabriel, auf der Bühne stand.

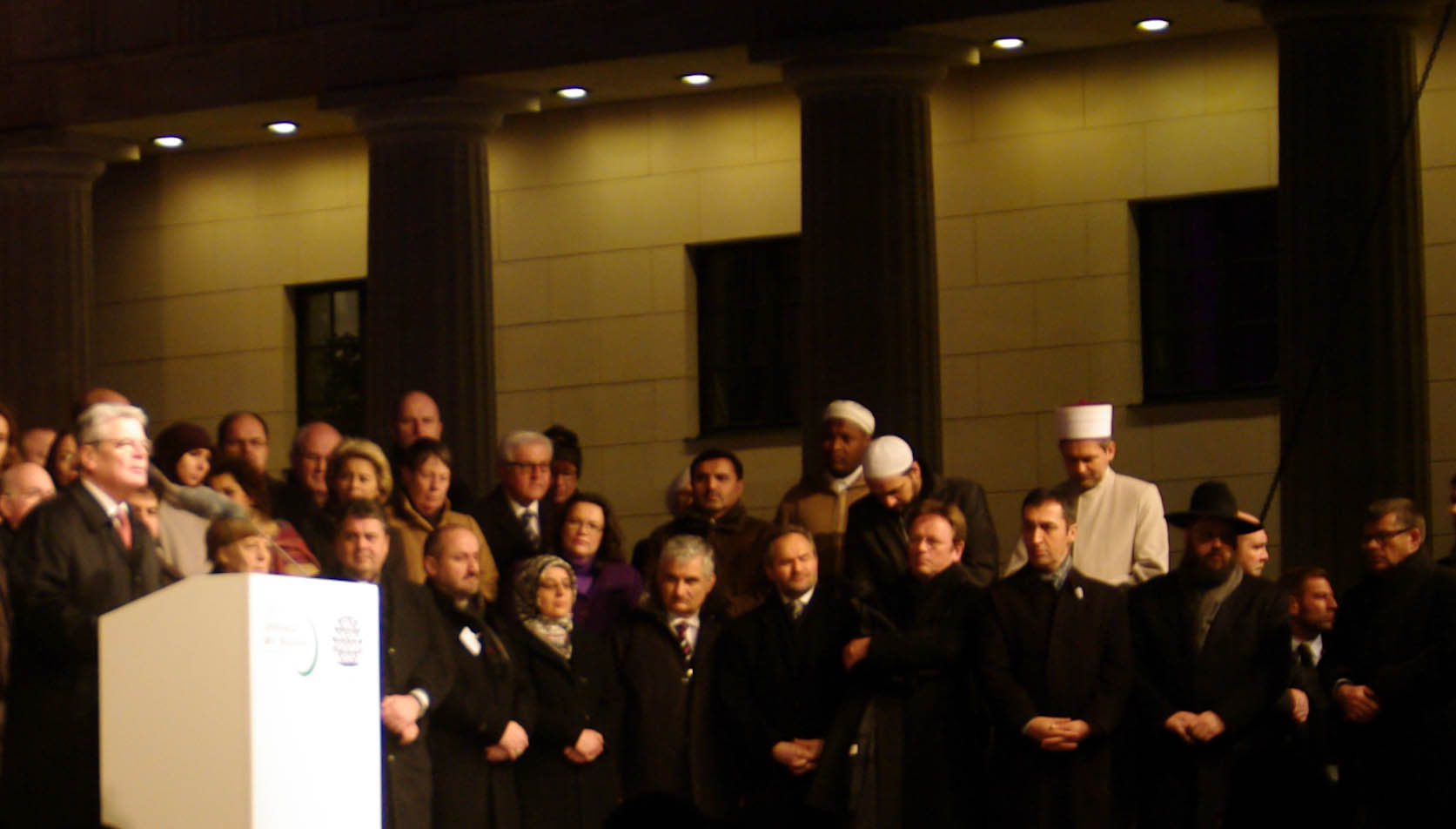

Nach der Armenien-Resolution des Deutschen Bundestages im Juni 2016 geriet Yilmaz in die Kritik. In einem Kommentar der Welt wurde berichtet, er habe Abgeordnete mit türkischem Hintergrund, die der Resolution zugestimmt hatten, öffentlich benannt und die Teilnahme des Bundestagspräsidenten Norbert Lammert an einem Fastenbrechen in der Berliner Şehitlik-Moschee in Frage gestellt; die Veranstaltung wurde kurzfristig abgesagt.
Im März 2017, während der Zuspitzung der deutsch-türkischen Beziehungen und nach Nazi-Vergleichen des türkischen Präsidenten Recep Tayyip Erdoğan, stellte sich Yilmaz als TGB-Vorsitzender öffentlich hinter die Bundesregierung und bezeichnete entsprechende Vergleiche als „absolut inakzeptabel“. Ähnliche Aussagen wurden zeitgleich in anderen Medien dokumentiert.

## Engagement
Vor seiner Zeit an der Spitze der TGB engagierte sich Yilmaz in Berliner Vereinen. Dazu zählte der Rize Kultur- und Sportverein Berlin, dessen Aktivitäten auf Vereinsseiten dokumentiert sind.

## Rezeption
Mediale Kommentare würdigen Yilmaz’ Rolle als Stimme eines Teils der türkischstämmigen Community in Berlin; zugleich werden einzelne seiner öffentlichen Äußerungen kritisch eingeordnet, etwa im Zusammenhang mit der Debatte um die Armenien-Resolution 2016. In der Integrationsdebatte trat Yilmaz in den 2010er-Jahren wiederholt als Gesprächspartner der Politik auf.